# 黃智賢 (1983年)
黃智賢（韓語：황지현，1983年3月1日—），韓國女演員，曾經為女子團體Gangkiz成員之一，於2013年11月退出。2019年10月3日在京畿道高陽市一山的某教會舉行婚禮，非公開婚禮只邀請家人及親友參加，丈夫是比她年長、認識多年的企業家，之後才發展成戀人。2020年8月9日在instagram上分享9週大胎兒照片，宣布已有身孕。

## 作品列表

### 電視劇
- 2002年：MBC《男生女生向前走3》
- 2006年：SBS《回來吧順愛》飾演 李曉英
- 2007年：SBS《魔女由熙》飾演 韓世拉
- 2007年：MBC《9回末2出局》飾演 尹星兒
- 2009年：SBS《綠色馬車》飾演 姜彩英
- 2011年：MBC《Miss Ripley》飾演 李歸然
- 2019年：SBS《江南醜聞》飾演 姜漢娜（第74集加入）

### 電影
- 2011年：《寄生靈》

### 音樂劇
- 2011年：《瑪利亞 瑪利亞》
- 2014年：《音樂之聲》

## 外部連結
- 黃智賢的Instagram帳戶 